# 渋田治代
渋田 治代（しぶた はるよ、1966年4月29日 - ）は、福岡県春日市出身の競艇選手である。
登録番号3486。身長157cm。血液型O型。67期。福岡支部所属。同期には後藤浩、市川哲也、道上千夏などがいる。旧姓は元山。

## 経歴
- 1990年11月、福岡競艇場でデビュー。デビュー戦は3着。
- 1991年6月、児島競艇場で初勝利。
- 1995年5月24日、桐生競艇場・女子リーグ戦競走で初優勝。
- 2002年に入籍し、登録名が「渋田治代」に変わった。
- 2004年12月17日、尼崎競艇場・女子リーグ戦競走で9年ぶりの優勝。
- 2007年2月5日、福岡競艇場で地元での優勝を飾る。

## 人物・エピソード
- 1988年に65期生として本栖研修所に入所したが、訓練途中で急性肝炎を患い入院。その後当時の所長の計らいもあり、67期生として編入された。
- 高校時代は、剣道が盛んだった福岡市立福岡商業高等学校（現福岡市立福翔高等学校）に入学したが、部員が本人一人だったため、他の友達を誘って入部させた。
- ペラグループは、古賀市や福岡市東区の選手を中心に構成される「我勝手隊」に入っている。